# Янкун, Николай Александрович
Николай Александрович Янкун  (род. 4 июля 1989 Москва, СССР) — российский хоккеист на траве, игрок сборной России и хоккейного клуба ХК Динамо-Казань, выступающий на позиции полузащитник.

## Спортивная биография

### Клубная карьера
Мастер спорта международного класса. Выступал за московский клуб ХК Измайлово до 2015 года. В 2015 году перешёл в Динамо-Казань. В составе Динамо-Казань трижды стал чемпионом России

### Международная карьера
Выступает за сборную России.

## Клубы
- -2005-?? - : ХК Динамо-Электросталь[4]
- ??-2015 - : ХК Измайлово
- 2015-н.в. — : ХК Динамо-Казань

## Статистика[5]
- Сезон 2015/16: ХК Динамо-Казань. Сыграл 29 матчей, забил 31 гол, из них 1 гол с пенальти, 25 голов с штрафных ударов.
- Сезон 2016: ХК Динамо-Казань. Сыграл 10 матчей, забил 9 голов, из них 4 гола с штрафных ударов.
- Сезон 2016/17: ХК Динамо-Казань. Сыграл 2 матча, забил 1 гол с штрафного удара.
- Сезон 2017: ХК Динамо-Казань. Сыграл 25 матча, забил 15 голов, из них 13 голов с штрафных ударов.